# David Corazzi
David Augusto Corazzi (Lisboa, 4 de julho de 1845 — Lisboa, 28 de novembro de 1896) foi um empresário e empreendedor que se destacou no campo editorial, no qual que deixou um importante legado, nomeadamente na edição de obras destinadas ao grande público, no que foi pioneiro no uso de técnicas publicitárias, na capacidade de conquistar novos públicos e de abrir novas vias para a divulgação do livro, nomeadamente com a criação de colecções de cariz popular.

## Biografia
David Augusto Corazzi nasceu em Lisboa, filho de Maria da Piedade da Costa Martins Corazzi e David António Caetano Corazzi (1799-1858), de origem italiana, médico-cirurgião formado na Escola Médico-Cirúrgica de Lisboa. O pai desempenhou funções de cirurgião-ajudante no Regimento de Infantaria n.º 4 e acompanhou o seu regimento na tentativa de proclamação da Carta Constitucional, que ocorreu em Lisboa a 21 de agosto  de 1831, mas escapou às sentenças de fuzilamento no Campo de Ourique ou de degredo ditadas pelo Conselho de Guerra e aplicadas aos oficiais revoltosos. Aos 15 anos ficou órfão de pai, numa família com parcos recursos. Apesar disso, sua mãe conseguiu que seguisse estudos, recorrendo a um pequeno património deixado pelo marido. David Corazzi, que sempre alimentara grande amor pelo estudo, frequentou as diferentes aulas públicas disponíveis em Lisboa, entre as quais o Liceu Nacional, a Escola do Comércio, a aula de Taquigrafia, a aula de Paleografia da Torre do Tombo e o Conservatório Real de Lisboa.
Com 18 anos de idade, em novembro de 1863, foi admitido como praticante da Administração Central dos Correios de Lisboa, onde o tio e tutor era chefe de repartição. Ao longo da carreira, mesmo com pouca inclinação para o funcionalismo público, foi promovido a 3.º oficial em dezembro de 1872 e a 2º oficial em Janeiro de 1878. Espírito empreendedor, no início da década de 1870, aos 27 de idade, direcionou-se para a actividade editorial, recorrendo ao que lhe restava do património herdado e vendendo por 70 mil réis o direito à propriedade do manual médico da autoria de seu pai.
Lançou-se na actividade editorial, fundando a Empresa Horas Românticas, com a edição em folhas semanais dos então famosos romance de Ponson du Terrail, inaugurando a colecção Horas romanticas - Bibliotheca selecta illustrada, destinada à publicação de romances para o grande público, em folhetim e a preços módicos. A coleção viria a incluir autores como Jules Verne, Leite Bastos, Gervásio Lobato, Xavier de Montépin, Adolphe Belot e Émile Zola. O primeiro livro que editou foi uma tradução de Os Cavalleiros da Noite, de Ponson du Terrail, em dois volumes, às folhas, dobrada manualmente e distribuida pelos poucos assignantes. A segunda foi Os herdeiros falsos, também de Ponson du Terrail. A Empresa Horas Românticas, mudará várias vezes de nome, tornando-se Casa Editora David Corazzi, depois Companhia Nacional Editora (em 1888, com a entrada de novos sócios) e, por último, A Editora (em 1906), tendo encerrado definitivamente em 1912.
Quanto a Corazzi, abandonou a profissão em 1890, por motivos de saúde; mas durante o seu percurso, revelou-se um mestre e um pioneiro no uso de técnicas publicitárias, na capacidade de conquistar novos públicos e de abrir novas vias para a divulgação do livro, nomeadamente com a criação de colecções de cariz popular. Entre elas, a «Biblioteca do Povo e das Escolas» foi a que maior impacto gerou. Era constituída por pequenos volumes de 64 páginas, a preço muito acessível e com tiragens que rondavam os milhares de exemplares, distribuídos localmente por uma rede de agentes em todo o país. Publicavam-se em séries de oito, em pequeno formato, existindo a intenção editorial de que o leitor encadernasse depois esses volumes em conjunto.
Entre 1881 e 1891, publica 196 volumes, que primeiro saem quinzenalmente, depois mensalmente. É este o seu período de maior impacto. A colecção continuará após a saída do seu mentor, até 1913, mas já com um ritmo irregular. Ao todo, publicará 237 livros. A obra História de Portugal, de Xavier da Cunha, seu director literário, inaugura a colecção, a qual regressa regularmente a assuntos históricos, de temática variada, como, por exemplo, história antiga, descobrimentos, história do Brasil ou invasões Francesas, incluindo obras de autores como José de Arriaga, Vicente d’Almeida Eça e José Leite de Vasconcelos.
Apesar de a colecção ter tido um âmbito temático muito variado, com grande destaque para livros práticos, de ciências naturais ou higiene; a história foi sempre das áreas com maior número de publicações. Ainda no século XIX, são muitas as obras que saem das tipografias de periódicos como Panorama, Gazeta de Portugal e Comércio do Porto, outras são edições de autor, sem que tal se mencione, surgindo apenas o nome da tipografia. O que dificulta a reconstituição da sua história. Destas tipografias, é de salientar a do Panorama, periódico de reconhecida importância para a historiografia portuguesa, e que também imprimiu livros, nomeadamente de Luís Augusto Rebelo da Silva.